# 佐藤流司
佐藤 流司（さとう りゅうじ、1995年〈平成7年〉1月17日 - ）は、日本の俳優、歌手。宮城県出身。事務所は劇団ひまわり。音楽活動はバンドプロジェクト「The Brow Beat」のRyuji名義で活動している。2021年からはLDHRecords所属の「ZIPANG OPERA」のメンバーとしても活動。

## 来歴
幼少期から芸能界に憧れており、両親からも「普通の生き方をするな」と後押しを受けていた。「たまたま見た新聞に劇団ひまわりの広告があったから」という理由で劇団ひまわりに履歴書を送り、同事務所に所属となる。
2011年、『仮面ライダーフォーゼ』の佐竹輝彦役で俳優デビュー。2012年4月に上京。2013年、ミュージカル『忍たま乱太郎』で、田村三木ヱ門役として初めて舞台に出演する。以降、『ミュージカル・テニスの王子様2ndシーズン』や『NARUTO』、『ミュージカル刀剣乱舞』など、「2.5次元ミュージカル」と呼ばれるジャンルの舞台作品への出演を重ねる。
2018年1月1日、バンドプロジェクト「The Brow Beat」のRyujiとして歌手デビュー（詳細は後述のThe Brow Beat参照）。
2019年10月1日、兵庫県立淡路島公園内にあるアニメパーク「ニジゲンノモリ」の親善大使に就任。
2021年、Spi、福澤侑、心之介らと音楽パフォーマンスユニットZIPANG OPERAを結成し公演が行われた。

## 人物
- 特技は空手[3]、ドラム、トランポリン、歌、殺陣、アクロバット、エアリアル、ダンス。
- 仙台でヴィジュアル系バンドをしていた時期があり、ドラムを担当していた[3]。
- ネコ好き、愛猫の名前は、ぷにお、もちお（12月10日生まれ）、みるた（6月6日生まれ）。
- 座右の銘は「横歩三年の患い」[9]。
- あだ名は「眉毛4.5次元俳優」

## 出演
主演は太字表記

### 舞台
- ミュージカル忍たま乱太郎シリーズ - 田村三木ヱ門 役
  - 第4弾〜最恐計画を暴き出せ〜（2013年1月）[10][11]
  - 第4弾〜最恐計画を暴き出せ〜再演（2013年6月 - 7月）
  - ミュージカル「忍たま乱太郎」200回公演記念コンサート「忍術学園　学園祭」（2015年10月17日）
- プレゼント◆5シリーズ- 主演・大和京介 / 夜魔都 役[12]
  - プレゼント◆5 （2013年4月24日 - 28日）
  - プレゼント◆5 side：三日月（2013年8月7日 - 11日）
  - 「勝手に！ドルフェス2013」（2013年10月6日）
  - プレゼント◆5 -満月にリボンをかけて（2013年10月30日 - 11月17日）
  - プレゼント◆5 -恋するオトコは眠れない（2014年4月16日 - 21日）
  - プレゼント◆5 -オレはぜったい悪くない!（2014年5月2日 - 6日）
  - アイドルステージ第三弾「CHaCK-UP 〜ねらわれた惑星〜（2015年1月7日 - 18日[13]）
- 合唱ブラボー!〜ブラボー大作戦〜（2013年） - 大和京介 役[注 1]
- ミュージカル・テニスの王子様2ndシーズン -  財前光 役
  - 青学vs四天宝寺（2013年12月19日 - 2014年3月2日）
  - 全国大会 青学vs立海（2014年7月12日 - 9月28日）
  - Dream Live 2014（2014年11月15日 - 24日）
- ライブ・スペクタクル「NARUTO」シリーズ - うちはサスケ 役
  - ライブ・スペクタクル「NARUTO-ナルト-」（2015年3月21日 - 6月7日）[14]
  - ライブ・スペクタクル「NARUTO-ナルト-」（再演）（2016年7月30日 - 8月28日[15]）
  - ライブ・スペクタクル「NARUTO-ナルト-」〜暁の調べ〜（2017年5月19日 - 8月6日[16][17][18]）
  - ライブ・スペクタクル「NARUTO-ナルト-」〜暁の調べ〜（再演）（2019年10月25日 - 11月4日 大阪メルパルクホール、11月8日 - 10日 TOKYO DOME CITY HALL、11月15日 - 12月1日 天王洲銀河劇場、12月6日 - 8日 深圳、12月14日 - 22日 上海）
  - ライブ・スペクタクル「NARUTO-ナルト-」〜うずまきナルト物語〜（2021年12月4日 - 13日 日本青年館ホール、12月25日 - 2022年1月2日 メルパルクホール大阪）
  - ライブ・スペクタクル『NARUTO-ナルト-』〜忍界大戦、開戦〜（2022年9月17日 - 10月22日）[19]
  - ライブ・スペクタクル『NARUTO-ナルト-』〜忍の生きる道〜（2023年10月8日 - 11日 KAAT神奈川芸術劇場、10月18日 - 22日 AiiA 2.5 Theater Kobe、10月28日 - 11月5日 TOKYO DOME CITY HALL）[20]
- 學蘭歌劇「帝一の國」シリーズ - 久我信士 役
  - 學蘭歌劇 帝一の國 -決戦のマイムマイム-（2015年7月12日 - 26日）- 久我信士・オールラウンダー役[21]
  - 學蘭歌劇 帝一の國 -血戦のラストダンス-（2016年3月17日- 27日）
  - 學蘭歌劇『帝一の國』－大海帝祭－（2017年8月11日 - 8月13日）
- ミュージカル『刀剣乱舞』シリーズ - 加州清光 役
  - トライアル公演（2015年10月30日 - 11月8日）
  - 阿津賀志山異聞（2016年5月27日 - 6月26日）
  - 公式ファンサイトプレミアム会員限定LIVE（2016年7月16日 - 18日）
  - ミュージカル『刀剣乱舞』in 嚴島神社（2016年11月12日）
  - 真剣乱舞祭2016（2016年12月13日 - 21日）
  - 幕末天狼傳（2016年9月24日 - 2017年1月15日[22]）
  - 加州清光 単騎出陣2017（2017年10月5日 - 15日、天王洲銀河劇場[23]）
  - 真剣乱舞祭2017（2017年12月8日 - 24日）
  - 阿津賀志山異聞2018 巴里（パリ公演：2018年7月15日、東京公演：8月3日 - 19日）
  - 加州清光 単騎出陣2018（東京・仙台・大阪：2018年9月12日 - 10月13日、赤坂ACTシアター 他）
  - 加州清光 単騎出陣ASIA TOUR（上海・バンコク・マカオ・日本：2019年4月20日 - 5月7日、幕張メッセ 他）
  - 幕末天狼傅2020（2020年9月20日 - 11月23日 一部東京公演、福岡公演、京都公演 中止）
  - 五周年記念 壽 乱舞音曲祭（2021年1月9日 - 23日、東京ガーデンシアター）
  - 真剣乱舞祭2022（宮城公演のみ出演：2022年5月25日 - 26日）
  - 陸奥一蓮（2024年3月10日 - 5月6日、TOKYO DOME CITY HALL 他）[24]
  - 祝玖寿 乱舞音曲祭 （2024年10月5日_10月6日、サンドーム福井のみ出演）
  - 目出度歌誉花舞 十周年祝賀祭（2025年7月29日・30日、東京ドーム）[25]
- ロボ・ロボ（2016年1月）- コック900 役
- 砂岡事務所プロデュース「絵本合法衢」（2016年5月11日 - 15日[26]）- 高橋弥十郎（合法）・魚屋五郎助 役
- 御茶ノ水ロック -THE LIVE STAGE-（2018年3月30日 - 4月15日）- 主演・片山始 役[27]
- 音楽劇『道(La Strada)』（2018年12月8日 - 28日、日生劇場）- モリール 役
- 愛のレキシアター『ざ・びぎにんぐ・おぶ・らぶ』（2019年3月10日 - 24日 赤坂ACTシアター、3月30・31日 オリックス劇場）- 源ヨシツネ・森蘭丸・土方歳三・蘇我入鹿 役
- Rock Opera『R&J』（2019年6月14日 - 23日 日本青年館ホール、7月4日 - 7日 森ノ宮ピロティホール） - 主演・ロミオ 役
- 「笑ゥせぇるすまん」THE STAGE（2021年3月26日 - 4月11日 品川プリンスホテル ステラボール）- 主演・喪黒福造 役[28]
- 「ZIPANG OPERA ACT ZERO ～暁の海～」（2021年6月17日 - 20日 東京国際フォーラム　ホールC）
- ミュージカル「ジェイミー」（東京・大阪・愛知 2021年8月8日 - 9月26日）- ディーン・パクストン 役
- 舞台「炎炎ノ消防隊 -破壊ノ華、創造ノ音-」（横浜 2022年1月）大阪公演中止 - 新門紅丸 役
- 「銀河鉄道999」THE MUSICAL（東京 2022年4月8日 - 4月18日）- 機械伯爵 役
- 舞台「呪術廻戦」（東京・大阪 2022年7月15日 - 8月14日）- 主演・虎杖悠仁 役
  - 舞台「呪術廻戦」-京都姉妹校交流会・起首雷同-（東京・兵庫 2023年12月15日 - 2024年1月14日公演予定）[29][30]
- 舞台『私立探偵 濱マイク -我が人生最悪の時- THE MOST TERRIBLE TIME IN MY LIFE』（東京・大阪 2022年12月15日 - 30日）- 主演・濱マイク 役
  - 舞台『私立探偵 濱マイク-遥かな時代の階段を-』（2025年2月6日 - 11日 サンシャイン劇場、2月15日・16日 COOL JAPAN PARK OSAKA TTホール、2月22日・23日 ウインクあいち）[31][32]
- 音楽劇『逃げろ！』～モーツァルトの台本作者 ロレンツォ・ダ・ポンテ～（福岡・大阪・東京 2023年2月10日 - 3月1日）- ヴォルフガング・アマデウス・モーツァルト 役
- 演劇『カストルとポルックス』（2023年3月24日 - 4月2日 品川ステラボール）- 脚本・原案・演出 兼 霊誠也 役
- 悪童会議 旗揚げ公演『いとしの儚』（2023年7月6日 - 7月17日 品川ステラボール）- 主演・件 鈴次郎 役
- 東映ムビ×ステ 舞台『邪魚隊 / ジャッコタイ』（2024年8月9日 - 25日 サンシャイン劇場、8月30日 - 9月1日 サンケイホールブリーゼ、9月4日 一宮市民会館、9月7日・8日 石川県立音楽堂 邦楽ホール） - 主演・鱗蔵 役[33][34]
- リーディングミュージアム〜東京国立博物館〜『東京方舟博覧記』（2024年10月25日 - 27日、東京国立博物館 本館エントランス前）[35]
- あくたーず☆りーぐ さんにんのおうさまのおはなし（2024年11月2日〈予定〉、横浜赤レンガ倉庫1号館 3Fホール） - しつじ 役[36]
- 舞台『応天の門』（2024年12月4日 - 22日、明治座） - 主演・菅原道真 役[37][38]
- ミュージカル『東京リベンジャーズ』#2 Bloody Halloween（2025年3月28日 - 4月6日、天王洲 銀河劇場 / 4月11日 - 13日、京都劇場） - 松野千冬 役[39]
- 舞台『近松忠臣蔵』（2025年5月30日 - 6月15日、IMM THEATER / 6月20日 - 22日、COOL JAPAN PARK OSAKA TTホール） - 主演・大石内蔵助 役[40]
- J-CULTURE FEST presents 詩楽劇『八雲立つ』（2025年12月29日 - 31日〈予定〉、東京国際フォーラム ホールB7）[41]

### テレビドラマ
- 仮面ライダーシリーズ（テレビ朝日）
  - 仮面ライダーフォーゼ 第7話・第8話（2011年10月16日・23日） - 佐竹輝彦 役
  - 仮面ライダーギーツ 39話 - 47話 （2023年6月11日 - 8月13日） - ジット 役
- ファイブ（2017年、フジテレビ） - 主演・清水トシ 役[42]
- 御茶ノ水ロック（2018年、テレビ東京） - 主演・片山始 役[27]
- 連続ドラマW イアリー 見えない顔（2018年、WOWOW） - 星夜 役
- HiGH&LOW THE WORST EPISODE.O（2019年7月 - 8月、日本テレビ） - 西川泰志 役
- REAL⇔FAKE（2019年9月2日 - 23日、MBS/TBS）- 鈴木翔琉 役
- Re:フォロワー（2019年10月6日 - 12月15日、ABCテレビ） - 城江公人（エアリアル）役
- 貴族誕生 -PRINCE OF LEGEND-（2019年11月28日 - 12月26日、日本テレビ） - 星矢 役
- ピーナッツバターサンドウィッチ（2020年4月2日 - 5月22日、MBS） - 田中涼太 役
- ステイナイトミステリー 日暮里チャーリーズ（2020年8月2日 - 30日、ABCテレビ） - 主演・岸蛍 役[43]
- REAL⇔FAKE スピンオフドラマーOne Day’s Diary（2020年10月25日、CS-TBS） - 鈴木翔琉 役
- おしゃれの答えがわからない（2021年2月28日 - 、日本テレビ） - 富永悠人 役
- 婚姻届に判を捺しただけですが（2021年10月19日 - 12月21日、TBS） - 佐藤流司 / パン屋店員 役
- とりあえずカンパイしませんか? 第2話（2023年3月9日、テレビ東京）[44]
- シェアするラ! インスタントラーメンアレンジ部はじめました。（2022年4月7日 - 6月23日、BS-TBS） - 主演・櫻木諒太 役[45]
- 春は短し恋せよ男子。 第7話・第8話（2023年6月6日・13日、日本テレビ） - 米田 役[46]
- 君とゆきて咲く〜新選組青春録〜 第2話・第8話・第9話・第16話 ・第19話- 最終話（2024年5月2日・6月13日・20日・8月15日 - 9月12日、テレビ朝日） - 謎の男 / 坂本龍馬 役[47][48]

### テレビアニメ
- 錆色のアーマ-黎明-（2022年1月） - ルシオ・コルテス 役[49]
- 俺だけレベルアップな件 Season 2 -Arise from the Shadow-（2025年1月） - バルカ 役

### ネット配信ドラマ
- FOLLOWERS（2020年2月27日、Netflix） - 五十嵐一輝 役
- 恋愛デスマッチ「国宝級彼氏オーディション」（2023年2月中旬 - 、TVer、Hulu、日テレTADA ほか） - 天王寺綾兎 役[50]

### 映画
- 仮面ライダーフォーゼ THE MOVIE みんなで宇宙キターッ!（2012年）- 佐竹輝彦 役[注 2]
- Please Please Please（2017年） - 主演・シンジ 役[51][注 3][52]
  - Sea Opening（2017年）-シンジ 役[53]
- 我妻アベル シリーズ
  - ダブルドライブ 〜狼の掟〜（2018年） - 五十嵐純也 役[54]
  - ダブルドライブ 〜龍の絆〜（2018年） - 主演・五十嵐純也 役[54]
  - アウトロダブル（2022年） - 主演・五十嵐純也 役[注 4][55]
- 初恋〜お父さん、チビがいなくなりました（2019年） - ヨンギ・笹原 役
- 劇場版パタリロ!（2019年） - 新聞配達青年 役
- HiGH&LOW THE WORST（2019年）- 西川泰志 役
  - HiGH&LOW THE WORST X（2022年）
- 小説の神様 君としか描けない物語（2020年） - 九ノ里正樹 役[56]
- 映画演劇サクセス荘 -侵略者Sと西荻窪の奇跡-(2021年) - シーザー役
- 邪魚隊 / ジャッコタイ（2024年） - 主演・鱗蔵 役[33]
- トラウマ。〜日常に潜む恐怖をあなたに〜 第6編「人間の本性と矛盾の考察」（2024年） - 主演[57]
- V. MARIA（2025年）[58]

### 朗読劇
- 朗読劇「僕とあいつの関ヶ原」（2015年8月5日 - 7日） - 松平忠吉 役
- リーディングシアター「夜間飛行」、「星の王子さま」（2021年1月27日、梅田芸術劇場 シアター・ドラマシティ）
- 朗読劇「私立探偵 濱マイク」-我が人生最悪の時-（2021年2月17日- 23日）- 主演・濱マイク 役

### ネット配信朗読劇
- リモート配信劇「振り向くな、後ろに未来はない」（2020年5月5日、うち劇） - 西 役
- リーディングシアター 「緋色の研究」（2020年6月19日、ZAIKO） - シャーロック・ホームズ 役
- Online♥️Reading「百合と薔薇」Vol.01（2020年6月21日、ABEMA） - 芝崎アキラ 役
- 読奏劇「芥川龍之介 著／藪の中」（2020年11月10日）

### CM
- NARUTO -ナルト- 疾風伝主題歌集『NARUTO THE BEST』（2016年）[59]
- ボートレース「姫たちだってLet's BOAT RACE」CMソング 『見えないスタート』（2019年）
- ソフトバンク『神ジューデンガール』編（2024年7月12日 - ）[60]

### 玩具
- 仮面ライダーギーツ 変身ベルト DXジリオンドライバー（2024年1月、ジットの声[61]）

## 作品

### 音楽CD
刀剣男士名義の作品は刀剣乱舞 (舞台作品)#関連作品（ミュージカル）参照。The Brow Beatの作品は該当項を参照。
佐藤流司名義
- 配信曲「見えないスタート」（2019年2月20日、ボートレース「姫たちだってLet's BOAT RACE」CMソング）

### 映像作品
- 佐藤流司1st写真集『Ready』メイキングDVD（2015年、slf）

### 写真集
- 佐藤流司1st写真集『Ready』（2015年、slf）
- 写真集『2.5次元男子』（2015年10月17日、小学館） - 廣瀬智紀・鳥越裕貴・太田基裕・松下優也と合同[62]
- 佐藤流司2nd写真集『Reach』（2016年、ワニブックス）
- 月刊佐藤流司×小林裕和（2017年、イーネット・フロンティア[63]）
- 佐藤流司3rd写真集『Reception』（2018年、イーネット・フロンティア）
- 佐藤流司4th写真集『Reason』（2025年発売予定、講談社）[64]

### 脚本
- 演劇『カストルとポルックス』

## The Brow Beat
The Brow Beat（ザブロウビート）は佐藤流司がアーティスト「Ryuji」として結成したバンドプロジェクト。2018年1月1日に1stアルバム『ラグナロク』でデビュー。トータルプロデュースはHAKUEI（PENICILLIN）。

### ディスコグラフィ

#### 配信限定シングル
| 枚  | 発売日        | タイトル   | 収録アルバム |
| --- | ------------- | ---------- | ------------ |
| 1st | 2018年5月1日  | CLOWN      | Hameln       |
| 2nd | 2018年5月4日  | 仮面の告白 | Hameln       |
| 3rd | 2018年9月22日 | OVER       | Hameln       |
| 4th | 2019年6月5日  | 灯篭流し   | Adam         |
| 4th | 2019年6月5日  | 火炎       | Adam         |
|     | 2024年1月17日 | 無         |              |

#### シングル
| 枚  | 発売日        | タイトル   | 規格品番                                                                                                 | オリコン最高位 |
| --- | ------------- | ---------- | --- | -------------- |
| 1st | 2021年7月7日  | ハレヴタイ | アニメ盤（MJSS-09298） Type A（PCCA-06051） Type B（PCCA-06052） Type C（PCCA-70557）                    | 10位           |
| 2nd | 2023年5月31日 | ラブレター | Type 01（MUCD-5414） Type 02（MUCD-5415） Type 03（MUCD-5416） Type 04（MUCD-5417） Type 05（MUCD-5418） | 9位            |

#### アルバム
| 枚          | 発売日        | タイトル | 規格品番                                                                   | オリコン最高位                      |
| ----------- | ------------- | --- | -------------------------------------------------------------------------- | ----------------------------------- |
| 1st         | 2018年1月1日  | ラグナロク | プレス限定A（TMLA-0034） プレス限定B（TMLA-0035） プレス限定C（TMLA-0036） | 9位（メジャー） 1位（インディーズ） |
| 2nd         | 2019年1月1日  | Hameln | プレス限定A（TMLA-5001） プレス限定B（TMLA-5002） プレス限定C（TMLA-5003） |                                     |
| 3rd         | 2020年1月1日  | Adam | プレス限定A（TMLA-5004） プレス限定B（TMLA-5005） プレス限定C（TMLA-5006） |                                     |
| メジャー1st | 2022年2月27日 | 404 | Type A（PCCA-06126） Type B（PCCA-06127） Type C（PCCA-06128）             | 10位                                |
| 2nd         | 2025年4月9日  | 生きる為に死にゆくのか、死にゆく為に生きるのか、 誰の為に、何の為に自分は生きているのか、 人生について少しだけ、深く本気で考えてみたらあまりにも、 耐え難いほど辛くて悲しくて、 誰かと自分を比べてしまう自分も大嫌いだし、 慰めてもらう事なんて出来ないし、 劣等感や孤独感なんて拭えないし、どうせこの先も地獄だ。 そんな事は百も承知の上で、 「人生ある程度テキトーで良いんだよ」って 救われもしない浅い言葉で自分を奮い立たせて、 奮い立たないんだけど、でも少しだけ心が軽くなるような、 無いよりはマシかな、そうなれば良いな、という歌。 略称「生き死に、死に生き」 | 初回受注限定盤（DXCD-8006/8） 初回盤（MUCD-8184/5） 通常盤（MUCD-1528）    |                                     |

#### 映像作品
| 枚  | 発売日         | タイトル                                                                        | 規格品番  | オリコン最高位                     |
| --- | -------------- | ------------------------------------------------------------------------------- | --------- | ---------------------------------- |
| 1st | 2018年4月13日  | The Brow Beat Live Tour 2018“Ragnarök”at EX THEATER ROPPONGI 2018.02.04         | TMLV-0007 | 10位（DVD） 8位（ミュージックDVD） |
| 2nd | 2019年6月5日   | 2nd DVD The Brow Beat Live Tour 2019 “Hameln” at Toyosu PIT 2019.02.07          | TMLV-5001 |                                    |
| 3nd | 2020年6月30日  | The Brow Beat Live Tour 2020 “Adam” at LINE CUBE SHIBUYA(渋谷公会堂) 2020.02.22 |           |                                    |
|     | 2021年12月下旬 | The Brow Beat Live2021 “Last indies”〜Steal your xxxx〜                         | H3-0001   |                                    |
|     | 2022年8月上旬  | "The Brow Beat LIVE 2021「Let’s play harevutai, shall we！？」                  | H3-0002   |                                    |
|     | 2023年3月14日  | The Brow Beat Live 2022 "404" 2022年6月4日 LINE CUBE SHIBUYA                    | H3-0003   |                                    |
|     | 2023年9月20日  | The Brow Beat Live 2022 "幻覚" 2022年11月10日(木) 東京・豊洲PIT                 | H3-0004   |                                    |
|     | 2024年4月1日   | The Brow Beat Live Tour 2023 "The Five Senses”                                  | H3-0005   |                                    |
|     | 2024年10月30日 | The Brow Beat Live Tour 2024「局地的な雷雨」                                    | H3-0006   |                                    |

### タイアップ一覧
| 使用年 | 曲名           | タイアップ                                                                                |
| ------ | -------------- | ----------------------------------------------------------------------------------------- |
| 2018年 | OVER           | 映画『ダブルドライブ 〜龍の絆〜』主題歌                                                   |
| 2021年 | ハレヴタイ     | テレビ東京系アニメ『遊☆戯☆王SEVENS』オープニングテーマ                                    |
| 2022年 | シンデレラ     | テレビ東京系/TVQ九州放送『BARKUP TV!』4月エンディングテーマ                               |
| 2022年 | 初雪の前に     | フジテレビ系『ジャンクSPORTS』エンディングテーマ                                          |
| 2022年 | 銃声           | テレビ東京系/TVQ九州放送『BARKUP TV!』5月オープニングテーマ                               |
| 2022年 | 銃声           | テレビ東京系『ゴッドタン』5月度エンディングテーマ                                         |
| 2023年 | ラブレター     | 岩手朝日テレビ6月度「オン天♪」                                                            |
| 2023年 | ラブレター     | テレビ東京系/TVQ九州放送『BARKUP TV!』6月オープニングテーマ                               |
| 2024年 | ワカラナイアイ | テレビアニメ『魔王の俺が奴隷エルフを嫁にしたんだが、どう愛でればいい?』オープニングテーマ |
| 2024年 | 無             | テレビ東京系/TVQ九州放送『BARKUP TV!』2月オープニングテーマ                               |
| 2025年 | オシノコロン   | TBS･MBS系全国ネット「プレバト!!」4月～5月度エンディングテーマ                             |
| 2025年 | 蛹室           | テレビ東京系テレビドラマ「日本統一 東京編」エンディングテーマ（2025年）                   |